# 674ª Squadriglia collegamenti
La 674ª Squadriglia collegamenti è una squadriglia dell'Aeronautica Militare che opera sul velivolo MB-339A con sede presso l'aeroporto di Latina. Provvede al mantenimento degli standard di volo del personale navigante del 70º Stormo e di quello in forza agli enti centrali dell'Aeronautica. Assicura anche il servizio di collegamento e trasporto secondo le direttive dell'ufficio operazioni e il supporto ai velivoli nazionali e NATO di passaggio presso l'aeroporto di Latina.
Il personale specialista assegnato alla 674ª Squadriglia collegamenti è in forza al Gruppo efficienza aeromobili del 70º Stormo.